# RK Nada Split
RK Nada Split – chorwacki klub rugby union, mający siedzibę w Splicie (w dzielnicy Bačvice). Obecnie gra w Chorwackiej lidze rugby i Regional Rugby Championship, a dawniej w lidze Jugosłowiańskiej. Klub został założony 23 lutego 1959 roku.

## Skład
| Poz. |           | Zawodnik         |
| ---- | --------- | ---------------- |
| M    | Chorwacja | Goran Čulić      |
| M    | Chorwacja | Krešo Čorić      |
| F    | Chorwacja | Saša Sljepčević  |
| F    | Chorwacja | Mate Borozan     |
| F    | Chorwacja | Mislav Milanović |
| F    | Chorwacja | Ivan Miljak      |
| Wsp  | Chorwacja | Ivica Rubelj     |
| Wsp  | Chorwacja | Nikola Vrzić     |
| Wsp  | Chorwacja | Luka Vukušić     |
| Wsp  | Chorwacja | Luka Perlain     |
| Wsp  | Chorwacja | Marino Đikić     |
| R    | Chorwacja | Nikola Denić     |
| R    | Chorwacja | Frane Marčić     |
| R    | Chorwacja | Dario Jurčević   |
| R    | Chorwacja | Jakov Jerčić     |
| R    | Chorwacja | Jure Popović     |
| R    | Chorwacja | Ante Lalić       |
| WM   | Chorwacja | Tonči Buzov      |

| Poz. |           | Zawodnik             |
| ---- | --------- | -------------------- |
| ŁM   | Chorwacja | Marin Tvrdić         |
| ŁM   | Chorwacja | Luka Rosso           |
| ŁM   | Chorwacja | Vedran Antić         |
| ŁA   | Chorwacja | Vlado Ursić          |
| ŁA   | Chorwacja | Saša Sekovanec       |
| ŁA   | Chorwacja | Luka Lerotić         |
| ŁA   | Chorwacja | Tomislav Tomić-Ferić |
| Ś    | Chorwacja | Tomislav Burazin     |
| Ś    | Chorwacja | Paško Ivančić        |
| Ś    | Chorwacja | Damir Draganić       |
| Ś    | Chorwacja | Duje Grubišić        |
| Ś    | Chorwacja | Roko Krstulović      |
| S    | Chorwacja | Ivan Rešetar         |
| S    | Chorwacja | Ante Plazibat        |
| S    | Chorwacja | Toni Žunić           |
| S    | Chorwacja | Luka Popović         |
| S    | Chorwacja | Špiro Matić          |
| O    | Chorwacja | Vlado Kušeta         |
| O    | Chorwacja | Ante Olujić          |

## Zwycięstwa

### Ligi
- Liga chorwacka (16 tytułów):

1981, 1991/92, 1992/93, 1994/95, 1995/96, 1996/97, 1998/99, 1999/00, 2002/03, 2003/04, 2004/05, 2005/06, 2006/07, 2007/08, 2008/09, 2009/10.
- Liga jugosłowiańska (11 tytułów):

1962, 1963, 1964, 1965, 1966, 1967, 1970, 1971, 1972, 1973, 1989.
- Liga chorwacka (w rugby 7) (5 tytułów):

2007, 2008, 2009, 2010, 2011

### Puchary
- Puchar Chorwacji (11 tytułów):

1993, 1998, 1999, 2000, 2004, 2005, 2007, 2008, 2009, 2010, 2011
- Puchar Jugosławii (9 tytułów):

1964, 1968, 1969, 1970, 1972, 1976, 1982, 1984, 1989

### Rozgrywki europejskie i regionalne
- Puchar mistrzów Europy Środkowej:
  - 2001: Zwycięstwo (w finale wygrali z czeską drużyną Dragon Brno)
- Puchar Mistrzów Europy dla amatorskich drużyn:
  - 2005: Trzeci
  - 2006: Drugi (W finale przegrali z rosyjskim zespołem Slava Zenit)
- Interleague (Chorwacja, Słowenia):
  - 2003/04 – Zwycięstwo
  - 2006/07 – Zwycięstwo

- Regional Rugby Championship :
  - 2007/08 – Zwycięstwo
  - 2008/09 – Zwycięstwo
  - 2009/10 – Zwycięstwo
  - 2010/2011 – Zwycięstwo

### Puchary młodzieżowe
- Ligi krajowe

U-19

1969, 1984, 1985, 1989, 1992, 1993, 1994, 1995, 1996, 1998, 2000, 2001, 2002, 2003, 2004, 2005, 2006, 2008, 2010

U-17

1994, 1995, 1996, 1997, 1998, 1999, 2008, 2009, 2010

U-16

1982, 1983, 1987, 1993, 1994, 1995, 1996, 1997, 1998, 2000, 2001, 2003, 2004, 2005, 2006, 2008

U-14

1995, 1996, 2001, 2004, 2005, 2006, 2007, 2008

U-12

1995, 1996, 2001, 2005
- Puchary krajowe

U-19

1983, 1984, 1985, 1991, 1992, 1993, 1994, 1995, 1996, 1997, 1999, 2000, 2001, 2002, 2003, 2004, 2005, 2008, 2009, 2010

U-17

1996, 1997, 1998, 1999, 2000, 2008, 2009, 2010

U-16

1993, 1994, 1995, 1996, 1997, 1998, 1999, 2000, 2001, 2002, 2003, 2004, 2008